# Kronloken (Åsarne socken, Jämtland, 697476-138331)
Kronloken är en sjö i Bergs kommun i Jämtland och ingår i Ljungans huvudavrinningsområde.